# Spießenturm (Düren)

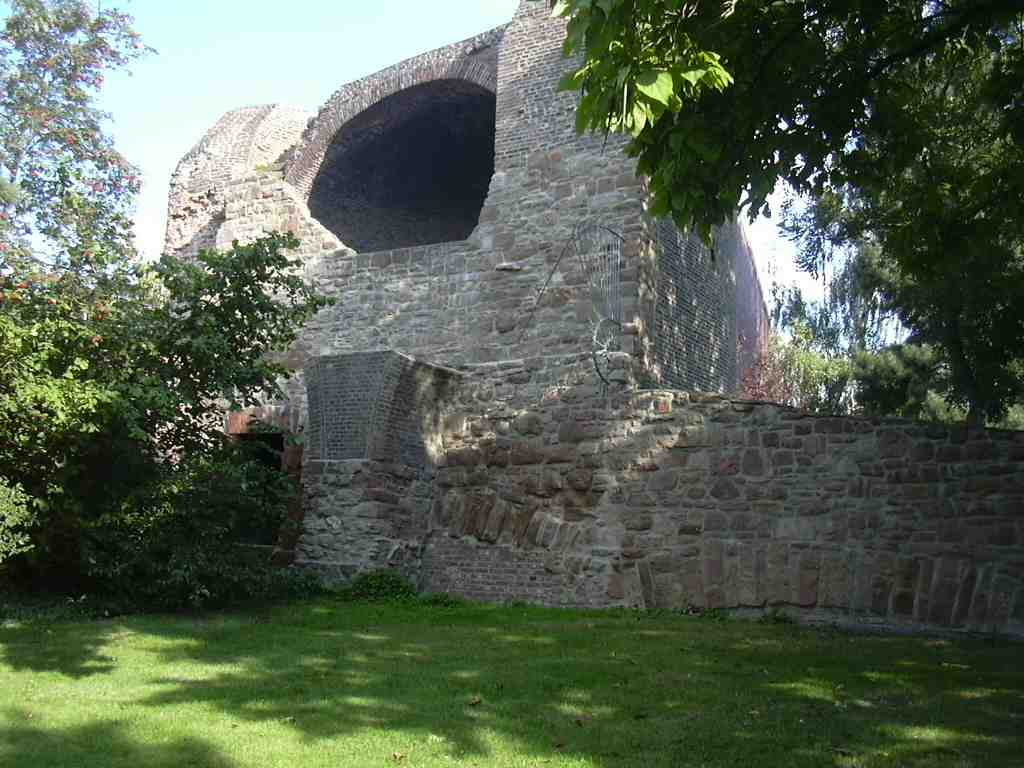
Der Spießenturm

Der Spießenturm ist ein Rest der Stadtbefestigung von Düren in Nordrhein-Westfalen. Der Turm wird auch „Graue Mütze“ genannt.
Der halbrunde Bastionsturm aus Backsteinen steht in einer Grünanlage zwischen der Kämergasse und der Stürtzstraße. Im Inneren steht eine Bruchsteinmauer, im Ober- und Untergeschoss mit Gewölbekuppel. Das Mauerwerk ist 0,80 m dick. Der Turm wurde in den 1990er Jahren restauriert. Im Anschluss an den Turm ist noch ein Stadtmauerrest vorhanden.
Der Turm wurde Anfang des 16. Jahrhunderts erbaut und ist Teil der Dürener Stadtmauer.
Das Bauwerk ist unter Nr. 1/008 in die Denkmalliste der Stadt Düren eingetragen.